# Mórmons fundamentalistas
Mórmons Fundamentalistas (Não associados a Igreja de Jesus Cristo dos Santos dos Últimos Dias) São membros da Igreja Fundamentalista de Jesus Cristo dos Santos dos Últimos Dias. Seus membros foram excomungados de A Igreja de Jesus Cristo dos Santos dos Últimos Dias por praticarem a poligamia, doutrina que foi seguida por Joseph Smith Jr., porém, posteriormente, por revelação a Wilford Woodruff, os Santos dos Últimos Dias não a praticam mais.
Atualmente, os Fundamentalistas vivem em comunidades isoladas (Estado de Utah e estados vizinhos). Eles temem represálias de leis americanas, principalmente que proíbem o casamento plural no país.
Os fundamentalistas acreditam a lei do casamento plural foi deixada por Joseph Smith, primeiro profeta da Igreja de Jesus Cristo dos Santos dos Últimos Dias, lei essa que dizia que um homem podia casar-se com mais que uma esposa. 
Após a poligamia ser reafirma(por revelação) da conão necessária aais, m, milhares de seguidores de Wilford Woodruff foram excomungados da igreja por não concordarem com o fim da prática. Assim, tornaram-se dissidentes da igreja primária e fundaram a Igreja de Jesus Cristo dos Santos dos Últimos Dias Fundamentalista, na década de 1930.
Não há relação com a Igreja de Jesus Cristo dos Santos dos Últimos Dias, sendo denominações distintas e separadas. No Brasil e em Portugal não há registro de membros da Igreja Fundamentalista. Atualmente a Igreja de Jesus Cristo dos Santos dos Últimos Dias  excomunga quem segue essa prática.